# Proces o czary

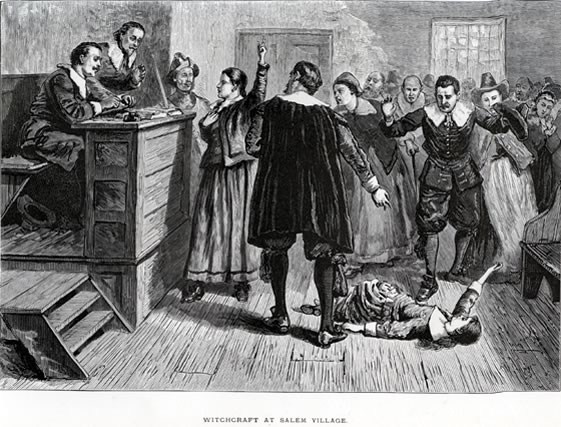
Proces w Salem – przesłuchanie „opętanej”

Proces o czary, polowanie na czarownice – popularne nazwy procesu karnego, w którym oskarżonemu stawia się zarzut uprawiania magii.
W Europie najwięcej procesów o czary miało miejsce pomiędzy XV a XVII wiekiem. Ich liczba wzrosła zwłaszcza w okresie reformacji i kontrreformacji, a okres największych prześladowań to lata 1570–1630. Szczególny rozwój procesów o czary miał miejsce w nowożytności. W Szkocji rozpoczęły się one wraz z wprowadzeniem anglikanizmu. Wśród zarzutów stawianych oskarżonym najczęściej pojawiały się: oddawanie czci diabłu lub paktowanie z diabłem, latanie na miotłach, gromadzenie się na sabatach, spółkowanie z inkubami lub sukkubami, kanibalizm (w tym wobec dzieci), sprowadzanie chorób, opętań, śmierci, impotencji, niepłodności ludzi i zwierząt, profanacja mszy lub hostii konsekrowanej, spowodowanie gradobicia, zniszczenie plonów, kradzież. Historycy zauważają podobieństwa w procesach o czary i oskarżaniu o mord rytualny, np. zarzut czczenia diabła, porywania dzieci czy wytaczania krwi w celach magicznych. Zauważa się też występowanie obu tych zjawisk w obrębie chrześcijaństwa zachodniego, przy ich braku w kościele prawosławnym.

## Początki
Kary za uprawianie czarów znane były już w starożytności. Prawo dwunastu tablic wymieniało dwa takie „przestępstwa”: w punkcie pierwszym Tablicy VIII Qui malum carmen incantassit (kto by złe pieśni śpiewał), a w punkcie ósmym tej Tablicy plonów Qui fruges excantassit (kto by plony zauroczył). Lex Cornelia de sicariis et veneficis (ustawa kornelijska o nożownikach – skrytobójcach i trucicielach) z 81 r. p.n.e. była z czasem traktowana jako zakazująca szkodzenia przez „czary”.
Polowania na czarownice trwały od końca XIV wieku do połowy XVIII. Ich rozkwit nastąpił w połowie XV wieku, kiedy to papież Mikołaj V w liście do Hugunesa Lenoira, inkwizytora na Francję, przekazał inkwizycji prawo do zajmowania się wszystkimi przypadkami praktyk magicznych i czarów, nawet jeśli nie trąciły jawnie herezją. Wcześniej niejako chronił domniemane czarownice przed śmiercią dokument wydany w 906 – Canon Episcopi. Nakazuje on, aby ludzi, którzy uprawiają wróżbiarstwo i praktyki czarownicze, wypędzano z gminy, jednak o karze śmierci nie ma mowy. Canon Episcopi odprawianie guseł uważał za przestępstwo, lecz nie za herezję, gdyż zakładał, iż loty czarownic i ich sabaty to nieszkodliwe dla osób postronnych wytwory wyobraźni; późniejsze rozstrzygnięcia były rozbieżne. Największe natężenie polowania na czarownice osiągnęły w krajach niemieckich.

## Charakterystyka czarownic i czarowników
W 1486 wydano najsłynniejszy zapewne „podręcznik” dla łowców czarownic – Młot na czarownice (Malleus Maleficarum) autorstwa Heinricha Kramera (Institorisa) i Jakoba Sprengera. Według ich opinii, czary uprawiają przede wszystkim kobiety, które są do tego bardziej przystosowane przez naturę, również z uwagi na mniejszą wiarę, jaka ponoć cechuje płeć żeńską. Potwierdzeniem tego ma być samo słowo „kobieta”. Łacińskie słowo femina (kobieta) ma bowiem mieć swoją etymologię w złożeniu: „mniej wiary” (fe = fides, czyli wiara, oraz mina = minus, czyli mniej), ponadto mężczyźni mają być bardziej odporni na zakusy Szatana przez sam fakt, iż Jezus był mężczyzną. Inne zasady doktrynalne zawarte w Młocie na czarownice głosiły, że wiara w istnienie czarownic jest nieodłączną częścią wiary katolickiej, zaś niedowiarstwo w tej sprawie równa się herezji. Diabelski spisek, który opanował świat, można zwalczyć ludzką dłonią poprzez wiarę i represje. Istotną rolę odegrała tu bulla Summis desiderantes affectibus papieża Innocentego VIII, która upoważniała inkwizytorów do sądzenia czarownic.
Większość osób oskarżonych o czary stanowiły kobiety. Mężczyźni stawali zwykle przed sądem rzadziej (np. w Rzeszy w XVI–XVIII wieku stanowili 25% oskarżonych), ale z kolei na peryferiach Europy, to właśnie oni stanowili większość (na Islandii 90%, a w Estonii około 60%). Znacznie też częściej oskarżano osoby z niższych warstw społecznych niż ze stanu szlacheckiego. Jeszcze większa dysproporcja pomiędzy liczbą osób o niższej i wyższej pozycji społecznej widoczna jest, gdy rozpatrywać procesy zakończone skazaniem osób oskarżonych.

## System polowań

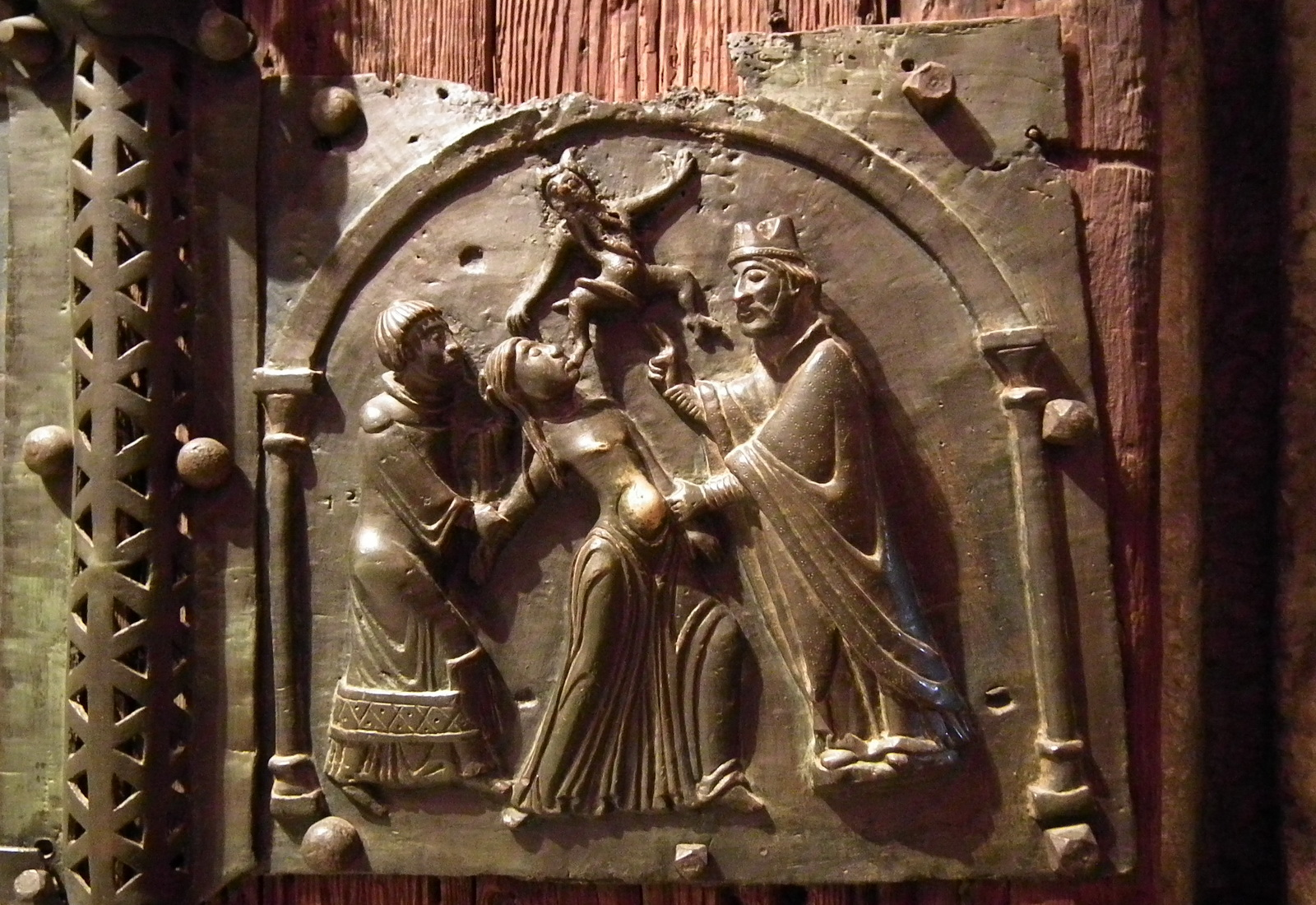
Fragment drzwi z XII w. z Werony, Basilica di San Zeno, ze sceną wypędzenia demona z ciała niewiasty; jeden z cudów św. Zenona

Do polowań na czarownice powołany został cały system prokuratorsko-śledczy oraz lekarski (uznano, iż lekarze potrafią odróżnić sprawy diabelskie od defektów somatycznych). Przyznanie się do winy było koronnym dowodem. Ówczesne prawo zezwalało – dla wymuszenia zeznań – stosować w toku śledztwa tortury (w niektórych krajach, np. w Szkocji; podczas gdy w Anglii i jej koloniach w tym samym czasie tortury były zakazane). Do oskarżenia wystarczało wskazanie („powołanie”, łac. nominatio) kolejnych podejrzanych przez osobę już skazaną. Za szczególnie ważne dowody uważano powołanie przez dzieci, które uważano za niewinnych, a więc nieskażonych świadków, nawet kiedy przyznały się same do czarostwa. Stosowano też rozmaite próby mające wykazać winę lub niewinność oskarżonej. Do jednej z metod zaliczano próbę wody, która w praktyce dawała niewielkie szanse oskarżonej, która wrzucona do wody zazwyczaj nie szła na dno (co świadczyłoby o niewinności), ponieważ noszone wówczas obfite spódnice utrzymywały ją na powierzchni. Do „dowodzenia winy” stosowano także próby łez (jeśli nie potrafiła płakać, miała być czarownicą) lub ognia. Za stosowną zapłatę w Niderlandach można było przejść próbę wagi, aby uzyskać certyfikat niewinności (nikt nie został uznany po tej próbie za czarownika). Czasem też szukano na ciele lub pod skórą domniemanej czarownicy „diabelskiego znamienia”, wiązało się to z nakłuwaniem ciała (wynikało to z przekonania, iż miejsce to jest nieczułe na ból). Po „udowodnieniu” winy skazywano na spalenie na stosie (w Europie kontynentalnej) lub na szubienicę (na Wyspach Brytyjskich i wśród kolonistów w Ameryce Pn.). Wbrew powszechnemu przekonaniu procesy o czary nie zawsze kończyły się skazaniem na śmierć. Część kończyła się uniewinnieniem, stosowano też lżejsze kary np. chłostę, wydalenie z miejsca zamieszkania czy zmuszano do rekompensaty pieniężnej wobec domniemanej ofiary czarów. Historycy nie są zgodni ani co do liczby ofiar, ani proporcji osób skazanych do uniewinnionych.

## Statystyki egzekucji
Przybliżone statystyki dotyczące liczby procesów o czary i egzekucji w poszczególnych regionach Europy w okresie 1450–1750:
| Region                                                                   | Liczba procesów | Liczba egzekucji |
| ------------------------------------------------------------------------ | --------------- | ---------------- |
| Wyspy Brytyjskie i Ameryka Północna                                      | ~5000           | ~1500–2000       |
| Cesarstwo (Niemcy, Niderlandy, Szwajcaria, Lotaryngia, Austria i Czechy) | ~50 000         | ~25 000–30 000   |
| Francja                                                                  | ~3000           | ~1000            |
| Skandynawia                                                              | ~5000           | ~1700–2000       |
| Europa Środkowa i Wschodnia (Polska i Litwa, Węgry i Rosja)              | ~7000           | ~2000            |
| Europa Południowa (Hiszpania, Portugalia i Włochy)                       | ~10 000         | mniej niż 1000   |
| Suma                                                                     | ~80 000         | ~35 000          |

Łączną liczbę egzekucji na „czarownicach” w Polsce prof. Wacław Uruszczak określa na około 15 tysięcy. Dane te wydają się być jednak dużo zawyżone. Według Małgorzaty Pilaszek w Koronie w latach 1501–1794 przeprowadzono co najmniej 867 procesów o czary. Zostało w nich oskarżonych 142 mężczyzn i 1174 kobiet, czyli 1316 osób. Większość tych spraw miała miejsce w Wielkopolsce (326, tj. prawie 37,6%) i Prusach Królewskich (183, tj. 21,1%). Z kolei w Wielkim Księstwie Litewskim w latach 1552–1771 odbyło się 112 procesów o czary. Prawie 40% oskarżonych stanowili w tych ostatnich mężczyźni. W Księstwie nyskim w latach 1622–1684 doszło do niebywałej w skali Europy Środkowej fali procesów o czary w wyniku których spalono co najmniej 250 kobiet i dziewczynek. W Gdańsku według kronik spalono 15 osób obojga płci, ostatnią z nich była skazana wyrokiem Sądu Miejskiego Starego Miasta Gdańska w 1659 88-letnia Anna Krüger. W 1701 r. w protestanckim Słupsku (należący do Prus) spalono oskarżoną o czary katoliczkę Katarinę Papisten.

## Podłoże społeczno-kulturowe
Procesy o czary można tłumaczyć mechanizmem „kozła ofiarnego”: pod koniec średniowiecza społeczeństwa europejskie przechodziły zmiany gospodarcze, polityczne, społeczne oraz religijne. Oskarżano przeważnie kobiety, argumentując, że są z natury słabe moralnie (także w wierze w Boga), łatwowierne i rozpustne, a przez to bardziej uległe szatanowi. Procesy o czary są uważane za zjawisko podobne do pogromów Żydów w krajach, z których Żydów wypędzono już wcześniej i prześladowań mniejszości religijnych. W Anglii i Szkocji szczególnie częste były w tych regionach, gdzie pozostały ukrywające się grupy katolików, z którymi dominujący protestantyzm wiązał czarownictwo. Na dodatek reformacja, a szczególnie nauki Lutra, wzmogły wiarę w obecność szatana w życiu ludzi, a także w konieczności nieustannej walki z nim.
Jak argumentuje Marvin Harris, apogeum polowań na czarownice zbiega się w czasie z falą mesjanizmu chrześcijańskiego wymierzonego przeciwko niesprawiedliwościom społecznym i ekonomicznym. Czarownicy potrzebni byli więc do skupienia gniewu ludu, chroniąc patrycjuszy. Procesy o czary pozwalały na wyjaśnianie nierówności społecznych przez zjawiska nadprzyrodzone. Za społecznym, a nie religijnym podłożem procesów o czary przemawia też skazywanie na śmierć przeważnie osób ze stanów niższych, a szczególnie kobiet.

## Ostatnie procesy w Polsce

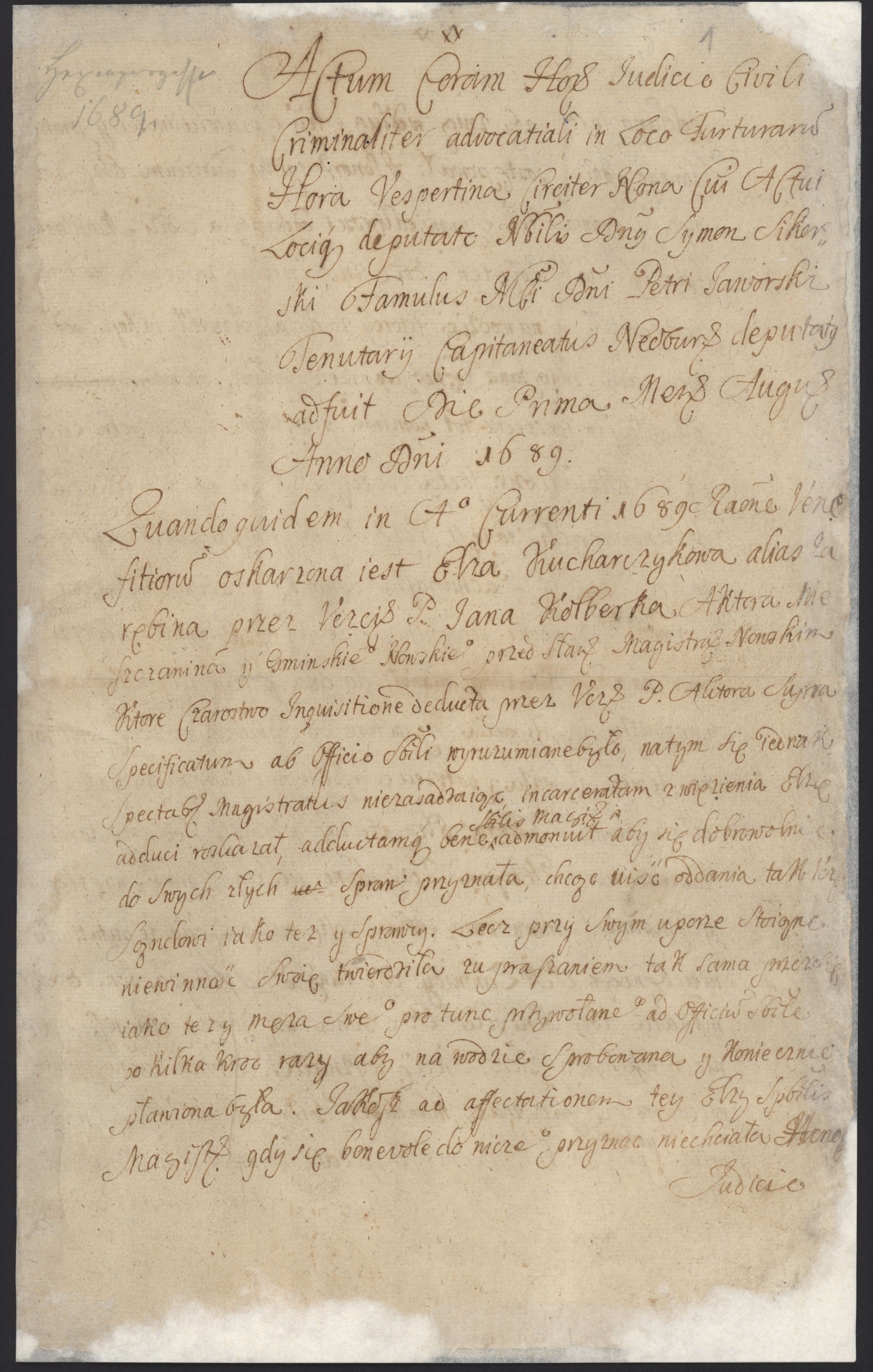
Opis procesu z 1689 roku Elzy Kucharczykowej oskarżonej przez Jana Kolberka, mieszczanina nowskiego o uprawianie czarów przy pomocy diabła.

Kres polowaniom na czarownice w Polsce położyła konstytucja sejmowa, tzw. „Konwikcyje w sprawach kryminalnych”, uchwalona w 1776. Wprowadzała powszechny zakaz stosowania tortur (uznając je za zawodny środek dowodowy), a także zabraniała skazywać osoby oskarżone o czary na karę śmierci.
Wśród historyków długo panowało przekonanie, że do uchwalenia tej konstytucji przyczynił się proces 14 czarownic, który miał mieć miejsce w 1775 w Doruchowie koło Ostrzeszowa. Józef Siemek w książce Śladami Klątwy informował, iż „wiadomość o tej zbrodni zmobilizowała co śmielsze i uczciwsze umysły do walki z pokutującymi tak długo upiorami średniowiecza. W wyniku tego na najbliższym sejmie w 1776 podjęta została uchwała, która zabraniała sądom stosować tortury i rozpatrywać sprawy o czary”. Szczegółową relację rzekomego naocznego świadka tego procesu oraz tortur i egzekucji niewinnych kobiet (trzy z nich miały umrzeć podczas tortur, resztę zaś spalono na stosie w obecności kilku tysięcy gapiów) wydrukowano w 1835 w gazecie „Przyjaciel Ludu” (nr 16, 17 i 18).
Współcześni historycy nie tylko kwestionują liczbę ofiar procesu w Doruchowie, uważając, że była ona mniejsza, ale też, jak na przykład Janusz Tazbir, uważają, że całe zdarzenie mogło być literackim dziełem Konstantego Majeranowskiego, a w Doruchowie zginęło 6 kobiet lecz niekoniecznie w roku 1775. Według Ewy Danowskiej, która zbadała w Bibliotece Naukowej PAU i PAN w Krakowie materiały po Kazimierzu Dobrowolskim a także ekstrakt (wypis) z ksiąg miejskich ostrzeszowskich, dowodzą one, że trzy domniemane czarownice spalono na stosie ustawionym na granicy dóbr Doruchowa w 1762 roku.
W wielu miastach dawnej Rzeczypospolitej procesy o czary ustały jeszcze przed 1776 rokiem. W Poznaniu i we Lwowie ostatnie takie sprawy miały miejsce w 1758, w Lublinie – w 1732, w Kamieńcu Podolskim – w 1749, a w Krakowie – w 1757. W latach późniejszych zdarzały się już głównie procesy dotyczące pomówień o stosowanie czarów, wszczynane zwykle przez osoby chcące się od takich zarzutów oczyścić. Niekiedy dochodziło jeszcze także do samosądów, czy, zwłaszcza na Kresach, pławienia domniemanych czarownic. Ostatnią znaną kobietą, którą poddano pławieniu była Krystyna Ceynowa z Chałup (prowincja Prusy), utopiona w morzu przez sąsiadów w 1836.
Za ostatnią na dzisiejszych ziemiach polskich (jednocześnie ostatnią w Europie) domniemaną czarownicę, która spłonęła na stosie, uznaje się Barbarę Zdunk z miejscowości Reszel na Warmii na terenie ówczesnego Królestwa Prus. Kobieta została oskarżona o podpalenie, które miało zostać wywołane czarami. Proces trwał kilka lat (1807–1811). Chociaż sprawa winy budziła kontrowersje, sąd w Królewcu zatwierdził wyrok. Przed spaleniem skazaną prawdopodobnie uduszono. W 1836 r. zginęła ostatnia Polka, oskarżona o czary – Krystyna Ceynowa została zlinczowana przez swoich sąsiadów po tym jak władze pruskie odrzuciły prośbę o proces o czary; niektórzy sprawcy linczu zostali następnie osądzeni  i skazani na karę więzienia.

## Ostatnie procesy w Europie
Inkwizycja hiszpańska już w XVII w. zniosła instytucjonalne ściganie czarownictwa. W większości krajów Europy oskarżenia o czary ustały w XVIII wieku. W Szwecji procesy o czary zostały zakazane w 1774. W Anglii ostatnia egzekucja miała miejsce w 1648, w Szkocji – w 1727, we Francji – w 1745, w Niemczech – w 1775.
Za ostatnią spaloną na stosie czarownicę uznaje się często Annę Göldi. Jej egzekucja miała miejsce w 1782 w szwajcarskim kantonie Glarus. Jednak według niektórych badaczy, kobieta została skazana nie za czary, ale za trucicielstwo. Wątpliwości budzi też sama egzekucja – według niektórych Anny Göldi nie skazano na spalenie, lecz na ścięcie.
Ostatnią osobą w Europie skazaną za czary na karę więzienia była Helen Duncan – medium spirytystyczne z Wielkiej Brytanii. W 1944 została ona skazana na 9 miesięcy więzienia, na podstawie Witchcraft Act z 1735. Natomiast nieco później – w tym samym roku, również za czary skazano inne medium – Jane Rebeccę Yorke. Również ona przekazywała plotki o osobach walczących na froncie, przy czym oskarżano ją o wywoływanie paniki w społeczeństwie. Prawdopodobnie z uwagi na podeszły wiek (72 lata) skazano ją jedynie na niską grzywnę – 5 funtów i poddano trzyletniemu okresowi próby. Jane Rebecca Yorke była więc ostatnią osobą w Europie, co do której zapadł wyrok skazujący w sprawie powiązanej z czarami.
Ostatecznie czary przestały być w Wielkiej Brytanii przestępstwem w 1951, kiedy Witchcraft Act zastąpiono liberalniejszym Fraudulent Mediums Act.

## Czasy współczesne
Co prawda w różnych rejonach świata (zwłaszcza w krajach Afryki i Indiach) utrzymuje się przekonanie, iż możliwe jest wyrządzenie szkody przy pomocy czarów, to jednak oficjalnie czary nie figurują w katalogu przestępstw tych państw, więc procesy o czary nie są przeprowadzane, aczkolwiek zdarzają się samosądy, w trakcie których osoby zajmujące się magią (lub posądzone o jej praktykowanie) są atakowane, a nawet zabijane. W najbiedniejszych rejonach Nigerii częstymi ofiarami oskarżeń o czary są dzieci.
Współcześnie procesy o czary zdarzają się natomiast niekiedy w krajach islamu, m.in. w Arabii Saudyjskiej, gdzie przestępstwo to zagrożone jest karą śmierci. W 2010, telewizyjny libański prezenter, Ali Husajn Sibat, został skazany na śmierć za uprawianie rzekomych czarów na antenie telewizji. Prezenter wróżył dzwoniącym telewidzom. Arabia Saudyjska jest obecnie jedynym krajem na świecie, w którym sąd może skazać na śmierć za czary.

## Słynne procesy o czary

### Czarownice z Peney
To nazwa nadana grupie 34 kobiet oskarżonych o roznoszenie dżumy za pomocą czarów, za co zostały  poddane torturom i następnie spalone na stosie w 1545 w miejscowości Peney, należącej do Republiki Genewy (obecnie to wieś w kantonie Genewa w Szwajcarii).
Historia procesów przeciwko czarownicom na terenie Genewy zaczęła się w roku 1404, masowe egzekucje (przypuszczalnie ponad 500 ofiar, brak dokładnych danych) miały miejsce w 1513. Z zachowanych dokumentów wynika, iż między rokiem 1520 a 1681 oskarżono o czary 337 osób (w tym 87 mężczyzn), większość z nich, mimo tortur nie przyznała się do winy. Wykonano 66 egzekucji. Te tzw. „polowania na czarownice” łączyły się z epidemiami dżumy, które nawiedzały region.
Prawie wszyscy ówcześni chrześcijanie (katolicy i protestanci) byli przekonani o szkodliwości czarownic. Wielu duchownych podsycało tę zbiorową histerię. Ktokolwiek protestował przeciwko temu, narażał się sam na oskarżenie o czary.
Jan Kalwin wierzył, iż zgodnie ze słowami Biblii czarownice są „wrogami Boga” i należy je zabijać bez litości (Księga Wyjścia 22,17). Konstytucja Genewy przewidywała karę śmierci dla czarownic, heretyków i bluźnierców. Przyczyny epidemii były nieznane. Z tych powodów Kalwin był przekonany, że prawdą jest oskarżenie grupy kobiet i mężczyzn z Peney o roznoszenie (za pomocą zaklęć i magii) dżumy w tej miejscowości w okresie 3 lat. Uznał też za prawdziwe ich przyznanie się do winy, wymuszone podczas tortur. Pastorzy otrzymali polecenie piętnowania oskarżonych podczas kazań. Po kilkumiesięcznym procesie 34 kobiety zostały skazane na spalenie żywcem przed domami, które jakoby zaraziły.
Ta egzekucja jest często przytaczana, głównie przez osoby niechętne Kalwinowi, jako dowód jego despotyzmu. Pomijany jest przy tym fakt, iż to nie Kalwin rozpoczął w Genewie procesy tego typu. Zaczęły się one ponad sto lat wcześniej (zanim Genewa stała się miastem protestanckim) i nigdy nie przybrały formy masowego terroru (jak np. na terenie ówczesnego Cesarstwa).
W 1598 kalwiński duchowny niemiecki, Anton Praetorius, zakwestionował w książce Von Zauberey und Zauberern Gründlicher Bericht (Dokładne sprawozdanie o czarodziejstwie i czarownicach) zasadność wiary w czarownice i domagał się weryfikacji opinii Kalwina w tej kwestii.

### Czarownice z Salem
„Czarownice z Salem” to zwyczajowa nazwa grupy około 200 kobiet i mężczyzn, oskarżonych w procesie sądowym o czarnoksięstwo w 1692 w Salem Village i Salem Town, w Nowej Anglii (obecnie stan Massachusetts, Stany Zjednoczone). Rezultatem tej sprawy była egzekucja 14 kobiet i 5 mężczyzn.
Proces rzekomych „czarownic” skutkował odsunięciem purytanów od wpływu na władze i zapoczątkował ewolucję społeczeństwa amerykańskiego w kierunku państwa neutralnego ideologicznie.
Proces „Czarownic z Salem” rozsławiły amerykańskie dramaty: Giles Corey Henry Wadsworth Longfellowa i The Crucible (pol. Czarownice z Salem) Arthura Millera, będące alegorią prześladowań jednostek przez niesprawiedliwą władzę (dramat Millera jest rozważaniem na temat konsekwencji działalności senatora McCarthy’ego).

#### Historia
W lutym 1692 mieszkanki Salem córka miejscowego pastora, Betty Parris i jej kuzynka Abigail Williams zaczęły cierpieć na dziwne konwulsje. Lekarz, historycznie uważany za Williama Griggsa, nie zaobserwował żadnych fizycznych dowodów, które wytłumaczyłyby zachowanie dolegliwością medyczną. Dziewczynki twierdziły, że zostały „zaczarowane” przez żebraczkę Sarę Goods, starą kobietę Sarę Osborne i czarnoskórą niewolnicę, Titubę. Każda z oskarżonych kobiet była częścią marginesu społecznego i miała wiele cech zbieżnych z „typowymi podejrzanymi” o czarostwo.
Stopniowo objawy choroby zaczęły pojawiać się też u innych mieszkanek Salem. Domniemane 3 „czarownice” były przesłuchiwane przez kilka dni, począwszy od 1 marca 1692 r., a następnie trafiły do więzienia. Kiedy w czasie publicznego przesłuchania któraś z oskarżonych zabierała głos, dotknięte osobliwą „chorobą” dziewczynki tarzały się po podłodze. Jeszcze bardziej zadziwiła sędziego Tituba, która nie tylko przyznała się do winy, ale także podała nazwiska wielu innych mieszkańców miasteczka, rzekomo parających się czarną magią. Liczba kolejnych osób oskarżanych o czarnoksięstwo rosła lawinowo (do około 80 oskarżonych) i więzienia nawet w okolicznych miejscowościach były przepełnione.
W maju 1692 gubernator William Phips ustanowił sąd w Salem do zajęcia się sprawą.
2 czerwca odbył się pierwszy proces, a 10 czerwca pierwsza egzekucja. Proces oparł się na zasadzie: przyznanie się do bycia czarownicą (czarownikiem) oznaczało wypuszczenie na wolność, nieprzyznanie się groziło skazaniem na śmierć. Między 10 czerwca i 19 października 1692 powieszono na szubienicy 19 osób, głównie starsze i ubogie kobiety, ale także pastora, który odmówił dalszego aresztowania rzekomych czarownic. Jednego 80-letniego starca, Gilesa Coreya (odmawiającego przyznania się do winy) zabito przez powolne miażdżenie go pod ogromnymi kamieniami.
W końcu maja 1692 władze aresztowały Marthę Carrier. Pewien farmer zeznał, że wkrótce po tym jak się z nią posprzeczał, padło kilka jego krów. Mała Phoebe Chandler dodała, że usłyszała kiedyś głos Carrier mówiący, że zostanie otruta, i zaraz potem poczuła okropny ból brzucha. Nawet własne dzieci Carrier zeznawały przeciwko niej: oświadczyły, że matka uczyła je czarów. Najbardziej obciążające było jednak „zeznanie” kilku dziewcząt. Kiedy wprowadzono je do pokoju przesłuchań, na sam widok Marthy Carrier dostały spazmów. Kilka dni później została powieszona. Proces zakończył się w styczniu 1693 i wywołał powszechne oburzenie społeczeństwa Nowej Anglii oraz żądania zadośćuczynienia rodzinom ofiar oraz osobom niesłusznie aresztowanym i prześladowanym. Jednak aż do 1954 nie wszyscy skazani na śmierć byli formalnie uniewinnieni.

#### Przyczyny „opętania”
Według niektórych współczesnych opinii możliwe jest, że udawanie „opętanych” (zjawisko znane m.in. ze średniowiecznej Europy) spowodowane było monotonią życia w surowym i ascetycznym społeczeństwie purytanów (szczególnie dotyczyło to młodych dziewcząt). Dana osoba udawała „opętanie”, a następne osoby naśladowały zachowanie „opętanej”, tak że w końcu dochodziło do zbiorowej histerii.
Możliwe jest także zatrucie sporyszem – rozpowszechnionym grzybem pasożytniczym zbóż, który u ludzi wywołuje konwulsje. Laurie Winn Carlson twierdzi, że podobne objawy wywołuje choroba odzwierzęca – śpiączkowe zapalenie mózgu. Według innej teorii mogła to być także dziedziczna choroba Huntingtona.
Część badaczy doszła do wniosku, że za prześladowaniami kryły się wendety i spory o ziemię. Jedną z głównych oskarżycielek była dwunastoletnia Ann Putnam, której krewniacy uczestniczyli w wielu takich procesach. Putnamowie byli właścicielami ziemskimi, których wpływy wyraźnie słabły, a ich udział w polowaniu na czarownice mógł być próbą wywarcia presji psychicznej, mającą na celu odzyskanie utraconego prestiżu.

### Czarownice z Witten
To nazwa nadana grupie kilkudziesięciu (brak dokładnych danych) kobiet, dzieci i nielicznych mężczyzn, oskarżonych w latach 1580–1647 o czarnoksięstwo i sądzonych w miejscowości Witten (obecnie w kraju związkowym Nadrenia Północna-Westfalia, Niemcy). W rezultacie skazano w Witten na śmierć co najmniej 25 kobiet, 2 mężczyzn i 2 dzieci.
Lata 1580 i 1581 były w Nadrenii i Westfalii rekordowe pod względem wyroków śmierci na czarownice (np. 44 egzekucje w Recklinghausen, przy czym kobiety stanowiły 80% wszystkich ofiar). W sąsiednim księstwie Jülich-Kleve-Berg władca książę Wilhelm Bogaty (Wilhelm der Reiche) sceptycznie odnosił się do istnienia czarownic i nie pozwalał na procesy tego typu.
Nasilenie polowań na czarownice wiązało się z kolejnymi epidemiami dżumy w tym regionie, jednak przyczyny oskarżeń były różne: obwiniano osoby „społecznie niepożądane”, takie jak kobiety niezamężne i samotne, osoby biedne i bezdomne, chore psychicznie, niewypłacalnych dłużników lub kobiety-dzieciobójczynie. W tych przypadkach oskarżenie o czarnoksięstwo było raczej wygodnym pretekstem do „eliminacji” tych osób. Również często oskarżenie o czary było metodą usunięcia przeciwników politycznych wśród miejscowej szlachty. Często oskarżenie jednej osoby wiązało się z oskarżeniem także współmałżonka i czasem także dzieci. Rozpoczęcie procesów o czary wiąże się z wprowadzeniem inkwizycji do Witten.
Pierwszymi ofiarami w 1580 były dwie biedne i bezdomne kobiety (matka i córka). Być może radni miasta Witten chcieli się w ten sposób pozbyć problemu bezdomnych. Wyroki wykonywano przez spalenie na stosie, utopienie, ścięcie lub powieszenie. Ostatnim skazanym i powieszonym w Witten „czarownikiem” był Arndt Bottermann.